# Kompromiss
En kompromiss är en överenskommelse mellan två eller flera parter som nåtts genom ömsesidiga eftergifter, där de inblandade parterna ger upp några av sina ursprungliga krav eller positioner för att komma fram till en lösning (medelväg) som alla parter kan acceptera. Att kompromissa är en vedertagen och allmänt accepterad social problemlösningsmetod och förekommer bland annat inom politiken och den internationella diplomatin. I mellanstatliga relationer handlar det ofta om att en tvist ska avgöras genom skiljedom.
Om parterna inte lyckas kompromissa kan det resultera i dödläge eller utlösandet av en konflikt. 

## Olika metoder
Det finns flera metoder för att nå kompromisser.
En metod är prutande, där en köpare och en säljare lämnar bud tills de når ett bud som båda kan godta. Det är en form av köpslående omkring villkoren för en planerad transaktion.
En kompromiss kan innebära att man ger upp en del av sina krav för att få igenom andra. Ett politiskt parti kan säga att man ger upp kravet på att höja skatten på el, om man i gengäld får igenom sitt krav på höjd skatt på bensin; detta kan ibland beskrivas som "kohandel". Kompromisser är viktiga i såväl politiken och näringslivet, som vardagslivet.  

## Kompromiss och dominans
Kompromissen som problemlösningsmetod står i kontrast till dominans eller ojämbördig konflikt, där en starkare part försöker driver igenom sin vilja med användande av makt utan att beakta motpartens behov eller preferenser (jämför den starkes rätt). Motparten anses då kapitulera. En kompromiss kan dock innehålla element av dominans, konflikt eller kapitulation.